# Lingua franca nova
Lingua Franca Nova este o limbă auxiliară, construită, creată în 1965 de Dr. C. George Boeree de la Universitatea Shippensburg, Pennsylvania. Ea este bazată pe franceză, italiană, portugheză, spaniolă și catalană. Lingua Franca Nova se abreviază curent LFN; limba a mai fost numită și Europijin sau Creola.
Gramatica LFN este extrem de simplă, fără conjugări, excepții și neregularități.
LFN sună ca italiana sau spaniola și este bazată pe limbi romanice creole.
LFN se scrie fonetic, fără neregularități și fără reguli specifice (ca acelea din franceză, unde de exemplu ou se citește [u]). LFN foloseste 21 litere din alfabetul latin sau alfabetul chirilic și prezintă o legatură biunivocă între sunete și literele scrise, astfel încât nu vor exista cazuri ca în limba engleză, unde două cuvinte scrise diferit se pot pronunța la fel (night - knight) sau două cuvinte scrise identic se pot pronunța diferit în funcție de context (lead).
LFN a reușit să îndepărteze multe neajunsuri ale limbilor native existente. Gramatica LFN este mult mai simplă decât a oricărei limbi vorbite, și se învață foarte rapid. De exemplu la limbile romanice (italiana, spaniola, româna, franceza, portugheza) gramatica este mai grea prin existența conjugării verbelor și prin existența genurilor la fiecare substantiv.
Alt exemplu unde LFN are un avantaj este față de limba engleză, care prezintă cea mai neregulată utilizare a alfabetului latin dintre toate limbile europene. Pentru a citi în engleză trebuie cunoscută pronunția fiecărui cuvânt în parte, de exemplu litera a din cuvinte precum: "fat", "fate", "grass", "clean", "dark" corespunde unor sunete distincte.

## Istoric
Dr. C. George Boeree a început să lucreze la LFN in 1965. Obiectivul său era să creeze o limbă auxiliară internatională ca o limbă simplă, la fel ca limbile creole. A fost inspirat de Lingua franca, un dialect folosit în zona Mediteraneană în secolele trecute. LFN a fost prezentată în 1995 și pe internet în 1998. Un Grup Yahoo! a fost format în 2002 de Bjorn Madsen. Stefan Fisahn a creat un wiki pentru lingua franca nova în 2005 (vezi mai jos). Multi membri ai grupului au contribuit la evoluția limbii.

## Pronunțare
Vocalele LFN (a, e, i, o, și u) sunt pronunțate ca în română, spaniolă, italiană, și franceză.
Majoritatea consoanelor sunt pronunțate ca în română, engleză, franceză (j este pronunțat ca în franceză (ca z in azure)), și x este pronunțat ca ș.
Mai jos sunt literele din Lingua Franca Nova, formele în chirilic, greacă și în Alfabetul Fonetic Internațional (AFI).
| Latina | Chirilic | Greaca | AFI |
| ------ | -------- | ------ | --- |
| a      | а        | α      | a   |
| b      | б        | β      | b   |
| c      | к        | κ      | k   |
| d      | д        | δ      | d   |
| e      | е        | ε      | e   |
| f      | ф        | φ      | f   |
| g      | г        | γ      | g   |
| i      | и        | ι      | i   |
| j      | ж        | η      | [ʒ] |
| l      | л        | λ      | l   |
| m      | м        | μ      | m   |
| n      | н        | ν      | n   |
| o      | о        | ο      | o   |
| p      | п        | π      | p   |
| r      | р        | ρ      | r   |
| s      | с        | σ      | s   |
| t      | т        | τ      | t   |
| u      | у        | υ      | u   |
| v      | в        | ω      | v   |
| x      | ш        | χ      | [ʃ] |
| z      | з        | ζ      | z   |

## Gramatică

### Ordinea cuvintelor
LFN are o ordine strictă în propoziții (spre deosebire de Esperanto și Interlingua). Ordinea generală este:
subiect substantiv - verb - complement substantiv
Maria come pex - "Maria mănâncă pește"
O frază cu substantiv are această ordine:
(articol -) (cantitate -) substantiv (- adjectiv)
La tre omes grande... - "Cei trei oameni mari..."
O frază cu verb are această ordine:
(timp -) (auxiliar -) verb (- adverb)
...ia come bon - "...a mâncat bine"
...va come bon- "...va mânca bine"

### Substantive
Pentru a face plural la un substantiv, se adaugă -s dacă substantivul se termină în vocală, sau -es dacă substantivul se termină în consoană. Totdeauna este regulat și nu există excepții, nu se alterează substantivul cu articol.
Nu există cazuri, nici măcar pentru pronume. Acestea se realizează cu prepoziții și ordinea cuvintelor.
Există două articole: la (cel/cei/..ul) și un (un/o).

### Pronume
- Me - Eu, pe mine, mie, al meu
- Tu - Tu, pe tine, ție, al tău
- El - El, ea, pe el, pe ea, lui, ei, a lui, a ei
- Nos - Noi, pe noi, nouă, a noastră
- Vos - Voi, pe voi, vouă, a voastră
- Los - Ei, ele, pe ei, pe ele, lor, a lor

Persoana a treia pronume reflexiv (el însuși, ea însăși) și posesivul reflexiv este se.
În LFN nu există cazuri (nominativ, genitiv, acuzativ...) iar pronumele devin posesive punându-le în fața substantivului posedat.  "Pisica mea" poate fi exprimat ca me gato sau la gato de me.
Nu există gen: la fema, la om, la fia, și  la fio (femeia, bărbatul, fata, băiatul).  Se pot folosi esa și esas care înseamnă "acesta/aceea" și "acestea/acelea" pentru lucruri.

### Verbe
El come înseamnă "El/Ea mănâncă"
Timpul trecut este indicat prin particula ia:
El ia come - "El/ea a mâncat"
Timpul viitor este indicat prin particula va: 
El va come - "El/ea va mânca"
Există și particula opțională ta, pentru modul condițional sau modul subjonctiv.
El ta come - "El/ea poate mânca"
Ja însemnând "deja" poate fi folosit ca cel ce în engleză este aspectul perfect: 
Me ia come ja - "Eu am mâncat deja"
Verbele pot fi folosite fără schimbare ca substantive. De exemplu, dansa, ca verb, înseamnă "a dansa", dar poate însemna "un dans" când este folosit ca substantiv.
Verbele pot fi făcute adjective: Participiul activ este format prin sufixul -nte adăugat verbului. De exemplu, come devine comente, însemnând "mâncând". Participiul pasiv este format prin adăugarea -da la verb ca sufix. De exemplu, come devine comeda, însemnând "mâncat".
Participiile, ca orice adjective, pot urma verbul "a fi", și pot fi folosite să exprime aspectul momentan sau aspectul pasiv:  
Oji, nos es comente selaco - "Azi, noi mâncăm rechin"
Doman, nos va es comeda par selacos - "Mâine, noi vom fi mâncați de rechini".

### Adjective
Diferit de limbile romanice, adjectivele în LFN nu au gen și forme de plural.
Comparativul este făcut cu plu (mai mult) sau min (mai puțin).  Maximul este la plu și minimul este la min.  De exemplu, "Ion este mai bun decât Jo" este Jan es plu bon ce Jo.  "Cristi este cel mai bun" este Cristi es la plu bon.
Ca și verbele, adjectivele pot fi folosite ca substantive. De exemplu, bela înseamnă "frumos", dar un bela înseamnă "o frumusețe". Aceasta se aplică și la participii, de asemenea: la studiante și la studiada înseamnă "studentul" și "studiat" respectiv, de la verbul studia, "a studia".
Un adjectiv poate fi făcut substantiv abstract prin adăugarea sufixului -ia.  Astfel bela devine belia, adică frumusețe.  Asta poate fi folosită și la substantive:  madre (mama) devine madria (maternitate).

### Adverbe
LFN nu are adverbe explicite (cum are Esperanto). În loc de asta, orice adjectiv poate fi folosit ca adverb plasându-l după verb sau chiar la începutul propoziției:
Nos no ta oia bon - "Noi nu putem auzi bine"
Me vide la plu bon - "Eu văd cel mai bine"

### Prepoziții
Iată prepozițiile de bază din LFN:
- a - la
- ante - înainte
- asta - lângă, până la
- con - cu
- contra - contra
- de - de, de la, din
- en - în, de-a lungul
- entre - între, printre
- estra - înafara
- longo - de-a lungul
- par - de
- per - pentru
- pos - după
- sin - fără, exceptând
- sirca - circa, aproximativ
- su - sub
- supra - deasupra, peste, pe
- tra - prin

Frazele prepoziționale urmează după frazele substantivale sau frazele predicative pe care le modifică.

### Conjuncții
- e - și
- o - sau
- ma - dar
- si - dacă
- donce - apoi, consecutiv, după aceea
- per ce - pentru că, de aceea, asa că
- contra ce - deși
- pos ce - după
- ante ce - înainte
- de ce - de când
- a ce - până când
- en ce - în timp ce

### Pronume relativeșiinterogative
Pronumele relative și interogative sunt identice în LFN:
- ce - ce/aceea/acela
- ci - cine
- cual - care
- de ci - a cui
- como - cum
- cuanto - cât/câtă/câți/câte
- cuando - când
- do - unde
- per ce - de ce

Clauzele urmează la ceea ce modifică: 
La fia ci ia come la pan ia veni asi per ce el ia es fama - "Fata care a mâncat pâinea a venit aici pentru că îi era foame"
Întrebarea poate include un interogativ sau poate fi indicată prin ridicarea vocii. Se pot face întrebări și începând cu Es ce...? sau adăugând no? (nu?) sau si? (da?) la sfârsitul propoziției, după o virgulă: 
Es ce tu parla Deutx? Tu parla Romana, si? - "Vorbești germană/română, nu-i așa?"

### Numere
- 1 - un
- 2 - du
- 3 - tre
- 4 - cuatro
- 5 - sinco
- 6 - ses
- 7 - sete
- 8 - oto
- 9 - nove
- 10 - des

Numere mai mari se construiesc după cum urmează:
- 11 - des-un
- 20 - dudes
- 100 - (un) sento
- 101 - sento-un
- 321 - tresento-dudes-un
- 1000 - (un) mil
- 45 678 - cuatrodes-sinco mil sessento-setedes-oto
- 1 000 000 - (un) milion

Numerele care exprimă ordinea lucrurilor sunt aceleași, cu deosebirea că ele urmează după substantiv, e.g. la om tre, "al treilea om," în loc de la tre omes, "cei trei oameni."
Fracțiuni se construiesc cu -i, e.g. di, tri, cuatri,... desi, senti, mili, etc.

### Sufixe
LFN are un număr mic de sufixe regulate care ajută la crearea cuvintelor noi. Cele mai comune sunt -or, -ador, și -eria, care se referă la o persoană, un dispozitiv, sau respectiv la un loc. Pot fi adăugate la orice substantiv, adjectiv, sau verb.
Exemplu: carne (însemnând carne), poate deveni carnor (măcelar) sau carneria (măcelărie).  În mod similar, din cuvântul lavar, (a spăla), se poate face laveria (spălătorie) și lavador (mașină de spălat).
Alte sufixe comune includ -eta, ca diminutiv (boveta este un bou mic, adica vițel), și -on, care înseamnă versiunea mare a ceva (bovon înseamnă bou mare sau bizon).
Există și trei prefixe. Non- înseamna ne- sau ni-, cum ar fi nonfelis care înseamnă nefericit. Re- înseamnă din nou sau în direcție opusă; astfel repone înseamnă reașază. Des- înseamnă a desface, astfel desinfeta înseamnă dezinfecta.
Cuvinte pot fi create prin unirea a două cuvinte. De exemplu, se poate folosi un verb cu obiectul lui: portacandela înseamnă lumânare, pasatempo înseamnă trecut.

## Exemple
Fraze Utile
- Bon dia - Bună ziua
- Alo - Alo
- Como es tu? - Ce mai faci?
- Bon, e tu? - Bine, și tu?
- No mal - Nu rău
- Ce es tu nom? - Care este numele tău?
- Me nom es Maria - Numele meu este Maria
- Tu gusta un tas de cafe? - Vrei să bei o ceașcă de cafea?
- Si, per favore - Da, te rog
- Grasias - Mulțumesc!
- Per no cosa -  Cu plăcere
- Joia! - Noroc!
- Tu es vera bela - Ești foarte frumoasă
- Pardona? - Pardon?
- Me ama tu - Te iubesc
- Me debe vade aora - Trebuie să plec acum
- Asta la ora - Mai vorbim
- Adios - La revedere
- Bon sera - Bună seara
- Bon fortuna - Noroc bun

Lingua Franca Nova audio
Lingua Franca Nova es desiniada per es un lingua vera simple, coerente, e fasil aprendeda, per comunica internasional. El ave varios cualia bon:
- LFN ave un numero limitada de fonemes. El sona simila a italian o espaniol.
- LFN es scriveda como el sona. No enfante deve pasa multe anios studia nonregulas!
- LFN ave un gramatica vera simple e regula. El es min complicada en esta caso como engles o indonesian.
- LFN ave un grupo limitada e tota regula de afises produinte per crea parolas nova.
- LFN ave regulas de la ordina de parolas bon definada, como multe linguas major.
- LFN ave un lista de parolas fundada en la linguas roman moderne. Esta linguas es comun e influensente, e ia contribui la parte major de parolas engles.
- LFN es desiniada per es asetante natural de parolas tecnical de latina e elenica, la "norma de mundo" per fato.
- LFN es desiniada per aperi plu parte "natural" per los ci comprende la linguas roman, ma no min fasil per otras.

Nos espera ce tu va trova ce esta lingua es interesante!
Nos Padre
| Nos Padre, ce es en sielo: Sante es tu nome. Tu renia va veni. Tu vole va es fada, en tera como en sielo. Dona nos pan dial a nos. | Pardona nos pecas como nos pardona los ci peca a nos. No condui nos a tentia, ma proteje nos de mal. La tu es la renia, la potia, e la gloria a tota tempo. |